# Nadia Gamal
Nadia Gamal, ou Nadia Gamel, en arabe : نادية جمال, née Maria Carydias en 1937 à Alexandrie en Égypte, morte à Beyrouth au Liban, est une actrice et une danseuse égyptienne. Elle est considérée comme étant à l'origine du Raqs sharqi (en) libanais ou de la danse du ventre moderne.

## Biographie
Maria Carydias naît en Égypte d'un père grec et d'une mère italienne. Elle commence à danser dans les numéros que sa mère joue au cabaret : formée au piano, elle pratique le ballet, les claquettes mais aussi les danses traditionnelles européennes. Alors qu'elle est âgée de 14 ans, une danseuse de la troupe de sa mère, tombe malade : elle saisit cette occasion pour danser le Raqs sharqi (en) au Liban, ce que son père lui avait interdit en raison de son jeune âge. Après ces débuts, elle devient une danseuse populaire et joue dans de nombreux films égyptiens

## Filmographie
- 1970 : Prem Pujari
- 1968 : Bazi-e eshgh
- 1968 : Bazy-e-shance
- 1966 : Mawal al akdam al zahabiya
- 1965 : Cinquante millions pour Johns
- 1965 : Garo
- 1965 : Layali al chark
- 1956 : Zenubba

## Source de la traduction
- (en) Cet article est partiellement ou en totalité issu de l’article de Wikipédia en anglais intitulé « Nadia Gamal » (voir la liste des auteurs).